# 安立奎·莫倫特
安立奎·莫倫特(Enrique Morente 本名 Enrique Morente Colelo,生於1942年12月25日，卒於 2010年12月13日) 是一個佛朗明哥男歌手，也是一個現代佛朗明哥界頗受爭議的人物。在他以正統的歌唱方式出道之後，他作了一些實驗作品，為佛朗明哥歌唱寫了新的旋律，並且跟各種音樂家合作，卻也沒背棄掉他的傳統佛朗明哥。雖然純粹主義的專業人士跟聽眾嚴厲的批評他， 他依然是現代佛朗明哥最有影響力的歌手之一，不僅做出創新，也樹立了典範：一些他的歌曲被其他的歌手演唱，例如Camarón de la Isla, Mayte Martín, Carmen Linares, Miguel Poveda, Segundo Falcón 跟 Arcángel。

## 生平

### 出道
莫倫特
在格拉那達的老城區阿爾拜辛出生，一開始是以 seise 的身份開始歌唱。(一團兒童合唱團，在特定的宗教節慶跳舞、唱歌，還打響板) 他從小就被佛朗明哥歌唱吸引，並且有機會在家庭聚會學習歌唱，並且聽到一些格拉那達的歌唱家，例如 Cobitos, "Habichuelas" 家族, 或是 Aurelio Sellés (Aurelio de Cádiz):

"當你聽到村民歌唱、聽到人們在家鄉歌唱時，歌唱從你內心開始。人們聚在小酒館開始唱歌，你聽著他們，自己也開始唱。你在家庭聚會學唱歌，大家都喝酒唱歌跳舞……除此之外，你也需要技巧、也需要學校、也需要學習，為了達成這個，你需要的是……你所能得到最大的幫助，是跟這些事物產生一些關係，還有知道該跟誰學習、從哪些管道學習、在哪裡找到好的榜樣。然後你就上軌道了。"

但對佛朗明哥通俗面的讚賞，不表示他僅認為佛朗明哥是一種"通俗藝術"，對他這樣的藝術家來說，需要技巧跟專注：

"是我們這些佛朗明哥專業歌手，需要創造歌唱。雖然有許多其他人會看著我們，帶著一種表情好像在說："好有趣的一群小動物啊！"或是說："喔！這些人在玩甚麼音樂啊！"人們通常以為你的手指頭得撿馬鈴薯撿到重漲，才能彈出有感情的吉他聲音。我不是說撿馬鈴薯這個工作跟彈吉他比起來，有甚麼不好的，但是我得說，一個有著敏感手指的人不會去撿馬鈴薯為生，而一個撿馬鈴薯弄到手指腫脹的人，也不太可能彈好吉他，因為他沒有那樣的手指靈活度，也沒有專注在彈吉他上。跟其他專業一樣，你必須全心投入，它是一種藝術。" 

在他十幾歲的時候，莫倫特去馬德里開始職業歌手生涯。在那邊他能遇到一些大師，包括 Pepe de la Matrona 跟 Bernardo el de los Lobitos，並且盡可能的跟他們學習。Pepe de la Matrona 非常喜歡教導莫倫特，他說: "我教導他的主要動機倒不是他的聲調、發音、或轉音，而是他的學習態度、他對學習的尊重、跟他的學習能力。" 在馬德里，他開始在''peñas flamencas''(佛朗明哥同好會) 演出。在 1964 年，他跟 Marienma 舞團簽約，在紐約的世界博覽會裡面的西班牙區演出，還有在華府的西班牙大使館。稍後他在 Teatro de los Alcázares de los Reyes Cristianos 的一個佛朗明哥藝術節，跟 Juan Talega, Fernanda and Bernarda de Utrera, Gaspar de Utrera, Tomás Torre 還有 Antonio Mairena 同台演出。. 在同年跟接下來的一年，他跟不同的佛朗明哥舞團巡迴了歐洲跟日本，也受到幾個馬德里佛朗明哥小酒館(Tablao)的聘請，包括 Las Cueva de Nemesio, Zambra and 跟 Café de Chinitas(譯名：中國女孩咖啡館)。

### 改變傳統
莫倫特在 1977 年回到傳統方式，出了一張唱片  Homenaje a Don Antonio Chacón (對大師 Antonio Chacón致敬 ,1977) 得到了文化部頒發的最佳民謠音樂專輯國家獎。莫倫特試圖為 Antonio Chacón 大師平反，Chacón 創造了granaína這種曲式，也是二十世紀初的偉大歌手，但是在 1950-70 年代被貶低為非吉普賽人、不純正的佛朗明哥。
莫倫特不斷的在傳統跟創新交替，他隔年又發了一張專輯 Despegando ("起飛", 1978), 是用一種創新的態度，專輯的標題就已經說明了意圖。
在1981年他巡迴演出新作品 Andalucía hoy ("今日的安達魯西亞"), 後來在法國巴黎的奧林匹亞音樂廳(Paris Olympia)演出。
1982 年，他一些作品被佛朗明哥學者 José Blas Vega 選到佛朗明哥全集 Magna Antología del Cante (佛朗明哥歌唱大全集，一套完整收錄傳統佛朗明哥曲式的專輯) 來示範一些曲式，包括了：tarantas 跟 Almería，幾種cartageneras, Frasquito Yerbabuena 創造的 Fandango曲式，所有的malagueñas，還有  Antonio Chacón 創造的 granaínas 。 
在1990他又回到傳統，跟在80年代專輯就合作過的吉他手Sabicas錄製了 Morente-Sabicas。
隔年他錄製了佛朗明哥彌撒, 一種已經有人嘗試過的音樂型態，例如 Antonio Mairena, Luis Caballero, 還有 1968 年的 Naranjito de Triana (翻譯：Triana區的小橘子)。雖然如此，莫倫特的佛朗明哥彌撒跟前人完全不同，前人主要是要用佛朗明哥歌唱來作禮拜，莫倫特則沒有這種意圖。還把佛朗明哥跟葛利果聖歌混合著一起唱。關於這張作品，莫倫特有點開玩笑的說：

"一開始我想把它獻給  El Palmar de Troya 的 Pope Clement(一個在西班牙自稱看見聖母，並且自創教派、自封教宗的人)，但後來我想起來他稱佛朗哥將軍、Primo de Rivera將軍、Carrero Blanco將軍那些人為聖徒。一方面我覺得這樣可能蠻好玩的，但另一方面我擔心這個玩笑會被錯誤的解讀，所以我後來就沒這麼做了。不管專輯的成品如何，這張專輯是用一種真誠的態度製作，我怕開了這種玩笑會有點把它搞砸，那就太糟糕了。"

### 晚期作品

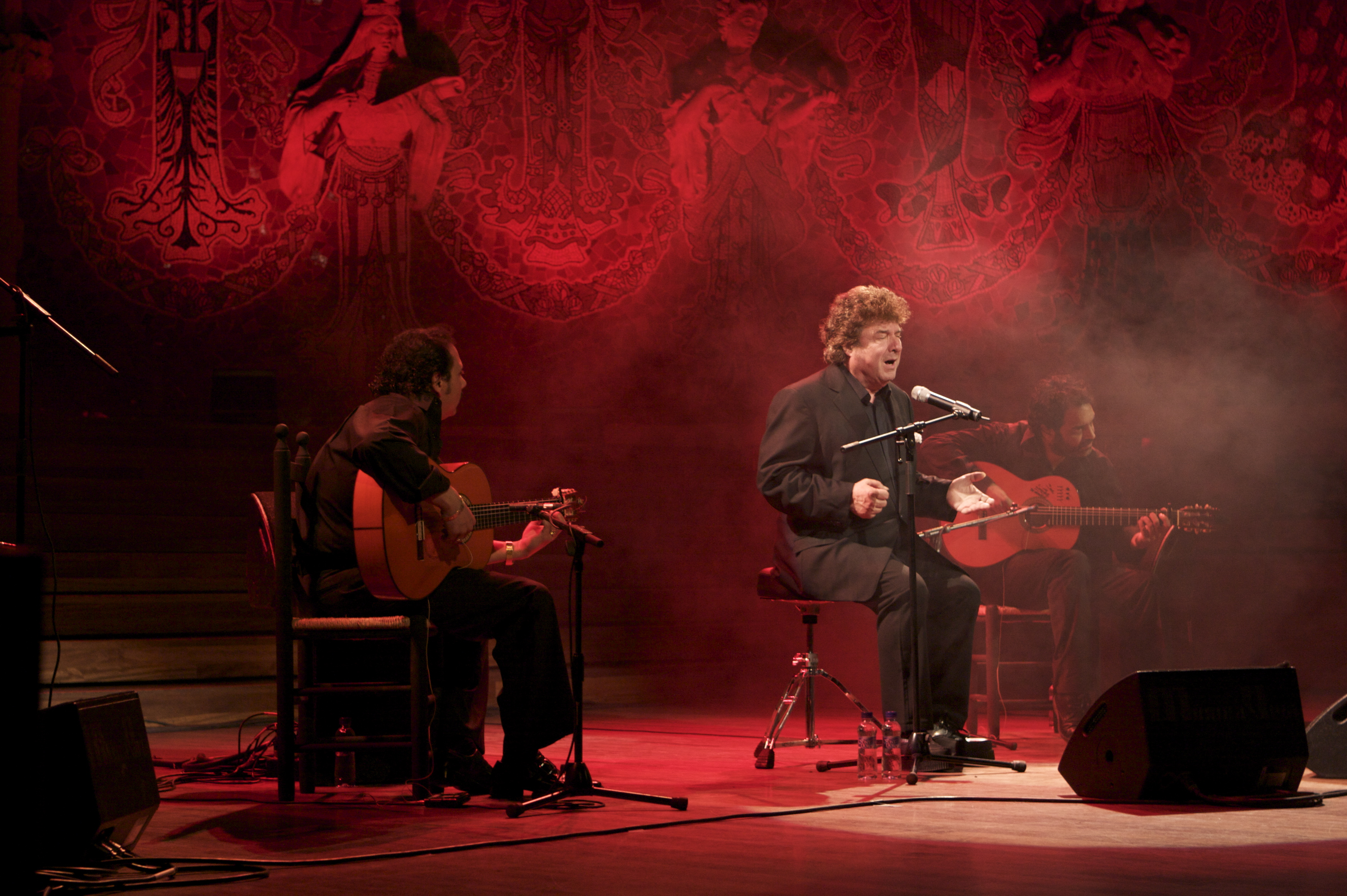
Enrique Morente in concert (Barcelona, March 2009).

在 1995 年他在 Carlos Saura的電影 Flamenco 唱了一首 siguiriya。
並且錄製了他最有爭議的一張專輯 Omega， 他找了另類搖滾樂團 Lagartija Nick，還有佛朗明哥吉他手Tomatito,Vicente Amigo, Juan Manuel Cañizares 跟 Miguel Ángel Cortés 還有佛朗明哥打擊樂手 Tino di Geraldo 等一起合作。佛朗明哥跟龐克搖滾混合在一起，有Leonard Cohen寫的歌，還有Federico García Lorca的書Poeta en Nueva York("詩人在紐約")裡面出來的歌詞，也有傳統的佛朗明哥歌詞。這個作品在 2008 年的Festival Internacional de Benicàssim音樂節演出，用的藝名是Morente Omega con Lagartija Nick.
在 2001 年，他出了一張非常熱門的專輯 "Enrique Morente en la Casa Museo de García Lorca de Fuentevaqueros"(Morente 在詩人Lorca家鄉的紀念館)，是一張用Federico García Lorca的詩做成的專輯。這張專輯是 1990 在馬德里的錄音室作的，由 Diputación de Granada 這個政府機關委託，限量發行並且只送給特定人士做為禮物。在二手市場這專輯可以賣到 25,000 pesetas (150 約歐元).
2003 年另一張有趣的專輯 El Pequeño Reloj(小小的時鐘)發行了。CD 的第二部分似乎是隨意收錄的歌曲，第一部份的歌曲每首歌被拆成兩部分，前面一部份，莫倫特的聲音重疊在 Ramón Montoya, Sabicasor Manolo de Huelva 這些吉他大師前輩的78轉速黑膠唱片錄音上，第二部分則是同一個曲式的現代版本，由年輕吉他手 Niño Josele 伴奏。
雖然莫倫特不會讀樂譜，他卻能為劇場、電影、電視作曲，例如 Las Arrecogidas del Beaterio de Santa María Egipcíaca"(一齣主角為Mariana Pineda的戲), Oedipus the King音樂with José Luis Gómez.
他試著混合佛朗明哥跟古典音樂，在 1986 年的作品 Fantasía de cante jondo para voz y orquesta (人聲跟交響樂的深沈之歌幻想曲 裡他跟鋼琴家 Antonio Robledo、吉他手 Juan Habichuela、Gerardo Núñez 還有 Luis Izquierdo 指揮的馬德里交響樂團合作。
或是在 1990 的賽維亞佛朗明哥藝術節表演 Allegro Soleá 。
他持續的把佛朗明哥跟別的音樂混合，他在 José Heredia Maya 的表演 Macama Jonda 裡面，跟 Tetuan Andalusian Orchestra 跟 Abdessadeq Cheqara 合作，或是跟保加利亞合唱團(Bulgarian Voices choir Angelite)合作。在前面提到的專輯 Omega 裡面，他混合了佛朗明哥跟龐克搖滾、Leonard Cohen跟Federico García Lorca。在 África-Cuba-Cai 這表演他把佛朗明哥混合了Senegal跟Cuba音樂。 (Cai 是Cádiz(加地斯)在西班牙南部安達魯西亞的發音。)這演出也強調了古巴音樂跟佛朗明哥的歷史淵源，他說："古巴音樂跟佛朗明哥一直都關係密切，以前加地斯的船來往古巴，有些人去了古巴，有些人則從古巴回來。". 很難想到任何一種音樂是他不感興趣的。在一次跟北非Tetuan地區的樂團Cheqara Orkesta合作的音樂會後，他說："……如果我混種過的每一種文化的音樂，都拿來出一張 CD，那我一年可以出個七或八張CD了。如果唱片公司都願意出錢的話，那也不錯，我就可以蓋一間房子了。"
因為他不斷的創新，莫倫特廣泛的受到傳統派專家跟大眾的批評，佛朗明哥仍然是一個封閉的世界，一點點的創新就好像褻瀆神明的死罪。
 雖然他的作品現在已經被廣泛的認同了，還啟發了像是Mayte Martín 或 Arcángel 等等這些年輕一代歌手，仍然很多人貶低他的作品：

"佛朗明哥迷(Aficionados)們在表演後搔著頭，試著搞清楚莫倫特到底在唱甚麼曲式--如果他真的是在唱佛朗明哥曲式。 '還記得以前那個，表演中的各種曲式你都能認得的年代嗎？'"

這些批評中也常常帶著種族歧視。很多人接是在老歌手Antonio Mairena所領導的"復興時代"開始觸佛朗明哥的，在這些人的觀念中，純正的佛朗明哥歌唱是一項吉普賽人的種族特產，是非吉普賽人只能模仿、卻永遠無法得到精髓的。在上面同一段訪問我們可以讀到："當你體驗了真正偉大的吉普賽吟唱，莫倫特這樣的白人，一比較起來就好像是火炬前的一根小蠟燭。 這些在 1970-80 年代很常見的評論，現在幾乎消失了。傳統跟創新之間的爭論，吉普賽人跟非吉普賽人之間的歌唱跟吉他議題，在二十年前是很普遍的，現在幾乎只有很少人還在意，大部分的佛朗明哥迷認同了莫倫特藝術上的才華跟貢獻：

"從來不重複同一種方法唱歌，孜孜不倦尋找新的轉音、新的音階、腔調變化來符合當時需要的情緒跟意圖。這是困難的選擇。要做到他所做到的，你需要極大的才華跟熱情。他從傳統的地基出發，在上面建造了所有佛朗明哥音樂的潛在可能性。"

在 2010 年 12 月，莫倫特在潰瘍手術後陷入昏迷，稍後就被宣布腦死，12 月 13 日死於馬德里。

## 電影
- Flamenco. 導演 Carlos Saura (1995)
- Morente sueña La Alhambra. José Sánchez-Montes 導演(2005)
- Iberia. Carlos Saura 導演(2005)
- Morente. Directed by Emilio R. Barrachina (2011)

## 唱片
- Cante flamenco (1967)
- Cantes antiguos del flamenco (1969)
- Homenaje flamenco a Miguel Hernández (1971)
- Se hace camino al andar (1975)
- Homenaje a Don Antonio Chacón (1977)
- Despegando (1977)
- Morente en vivo, Díscolo, (1981), illegal recording live
- Sacromonte (1982)
- Cruz y Luna (1983)
- Esencias flamencas (1988)
- Morente - Sabicas (1990)
- Enrique Morente en la Casa Museo de Federico García Lorca de Fuentevaqueros (1990); Republished (2001)
- Misa flamenca (1991)
- Negra, si tú supieras (1992)
- Alegro, Soleá y Fantasía del Cante Jondo  (1995)
- Omega (1996)
- Morente – Lorca  (1998)
- El pequeño reloj (2003)
- Morente sueña la Alhambra (2005), Mute Records
- Pablo de Málaga  (2008)

## 引用
1. ↑  "It hasn't been easy. First came the accusations of corruption of the music, of treachery in his struggle to disfigure what was already perfectly coded. When some albums and some categorical evidence of his knowledge of the classical approach laid these malicious comments bare, then came the most twisted condemnations. That the pace of the compás waned (just get a metronome and see for yourself), that he didn't really make you feel (are there really many true aficionados whose hair doesn't stand on end listening to his caña ‘Eso no lo manda la ley’, ‘La aurora de Nueva York’ or ‘Generalife’, to name three markedly different examples) and that kind of thing."
2. 1 2  Álvarez Caballero, Ángel: "Enrique Morente", La discografía ideal del flamenco, Planeta, Barcelona, 1995 ISBN 84-08-01602-4
3. ↑  引用在他的官方網站 www.enriquemorente.com （页面存档备份，存于）
4. ↑  Quoted inEnrique Morente. Biography. World Music Central （页面存档备份，存于）
5. ↑  .   [2012-01-23]. （原始内容存档于2012-02-19）.
6. ↑  "En un momento dado pensé dedicárela al Papa Clemente, eldel Palmar de Troya, pero luego me acordé de que el tío había canonizado a Franco y Primo de Rivera y a Carrero Blanco y a todos estos, y aunque por una parte me hacía todavía más gracia, por otra pensé que podía interpretarse la broma de una forma extraña y ya no lo hice, aunque estuve a punto de hacerlo. Pero el disco estaba hecho con una sinceridad y con una intención de verdad, independientemente de lo que luego fuean los resultados, y me parecía estropearlo un poco por la broma… y ¡hasta ahí podíamos llegar!" Quoted in Álvarez Caballero, Ángel: "Misa flamenca", La discografía ideal del flamenco, Planeta, Barcelona, 1995 ISBN 84-08-01602-4
7. ↑  . fiberfib.com.   [2009-01-01]. （原始内容存档于2008-05-15）.
8. ↑  Manrique, Diego. . www.flamencopasion.com.   [2006-12-01]. （原始内容存档于2001-03-07）.
9. ↑  Martínez Pariente, Sonia. . www.deflamenco.com.   [2006-12-02]. （原始内容存档于2016-03-29）.
10. ↑  Muñoz, Daniel. . www.flamenco-world.com.   [2006-12-01]. （原始内容存档于2007-05-17）.
11. ↑  "Todo esto costó a Morente, ocioso es decirlo, un verdadero calvario, pues el flamenco es todavía un mundo muy cerrado en el que cualquier leve conato de novedad se toma como pecado mortal de herejía." Quoted in ÁLVAREZ CABALLERO, Ángel: La discografía ideal del flamenco, Planeta, Barcelona, 1995 ISBN 84-08-01602-4
12. 1 2  Molarsky, Mona. . www.deflamenco.com. February 2005  [2006-12-02]. （原始内容存档于2006-10-30）.
13. ↑  D'Averc, Alexandre. . www.flamenco-world.com.   [2006-12-02]. （原始内容存档于2007-05-11）.
14. ↑  . AP in The New York Times. 2010-12-13  [2010-12-13].
15. ↑  . El Mundo. 2010-12-13  [2010-12-13]. （原始内容存档于2019-11-17）.